# إي. هربرت نورمان
إي. هربرت نورمان هو مؤرخ ودبلوماسي كندي، ولد في 1 سبتمبر 1909 في ناغانو في اليابان، وتوفي في 4 أبريل 1957 في القاهرة في مصر بسبب سقوط.